# Dolna Mahala, Plovdiv
Dolna Mahala (în bulgară Долна Махала) este un sat în comuna Kaloianovo, regiunea Plovdiv,  Bulgaria. 

## Demografie
Componența etnică a satului Dolna Mahala
     Romi (37,88%)
     Bulgari (59,71%)
     Nicio identificare (2,39%)
     Altele (0%)
La recensământul din 2011, populația satului Dolna Mahala era de 417 locuitori. Din punct de vedere etnic, majoritatea locuitorilor (59,71%) erau bulgari, cu o minoritate de romi (37,88%). Pentru 2,39% din locuitori nu este cunoscută apartenența etnică.